# Post Regiment
Post Regiment est un groupe polonais de punk hardcore, originaire de Varsovie, actif entre 1986 et 2001. Post Regiment compte plusieurs albums, dont Tragedia wg Post Regiment sorti en 1998 sur Profane Existence Records aux États-Unis et sur Skuld Records en Europe.

## Histoire
Le groupe est formé en 1986 à Varsovie par le chanteur Dariusza « Tolka » Gracki, le guitariste Jarka « Smoka » Smaka, le bassiste Rafała « Rolfa » Biskupa, et le batteur Maksymiliana « Maxa » Gralewicza. En 1987, les musiciens se présentent à un public plus large lors du festival Poza Kontrolą. Un an plus tard, Tolka quitte le groupe, et est remplacé par Smok et Rolf. Peu de temps après, d'autres membres rejoignent le groupe : la chanteuse Dominika « Nika » Domczyk et le deuxième guitariste Janek Cybulski ; désormais un quintette, le groupe participe au festival Mokotowskiej Jesieni Muzycznej en 1989 puis plus tard en 1991 au festival de Jarocin. À cette période, le groupe enregistre également son premier album, Post Regiment, sorti en 1992. Après la sortie de l'album, le groupe se produit à nouveau dans tout le pays (y compris au concert organisé par le label QQRYQ). En 1995, le groupe renvoie Cybulski et le quatuor enregistre un nouvel album, Czarzły, sorti en 1996. Un an plus tard sort le dernier album du groupe,Tragiedia wg Post Regiment. Les membres de Post Regiment se séparent en 2001.
En 2007, un album posthume, Death Before Metal, est publié, et comprend des morceaux du groupe enregistrés entre 1988 et 1990.

## Membres
- Darek « Tolek » Gracki – chant (1986–1988)
- Dominika « Nika » Domczyk – chant (1989–2001)
- Maksymilian « Max » Gralewicz – percussions (1986–2001)
- Rafał « Rolf » Biskup – guitare basse, chœurs (1986–2001)
- Jarek « Smok » Smak – guitare, chœurs (1986–2001)
- Janek Cybulski – guitare (1989–1995)

## Discographie
- 1988 : Demo'88 (démo)
- 1990 : Słodka 16-latka (démo)
- 1992 : Post Regiment
- 1996 : Czarzły
- 1998 : Tragiedia wg Post Regiment
- 2007 : Death Before Metal (album posthume)